# 매달린 사람

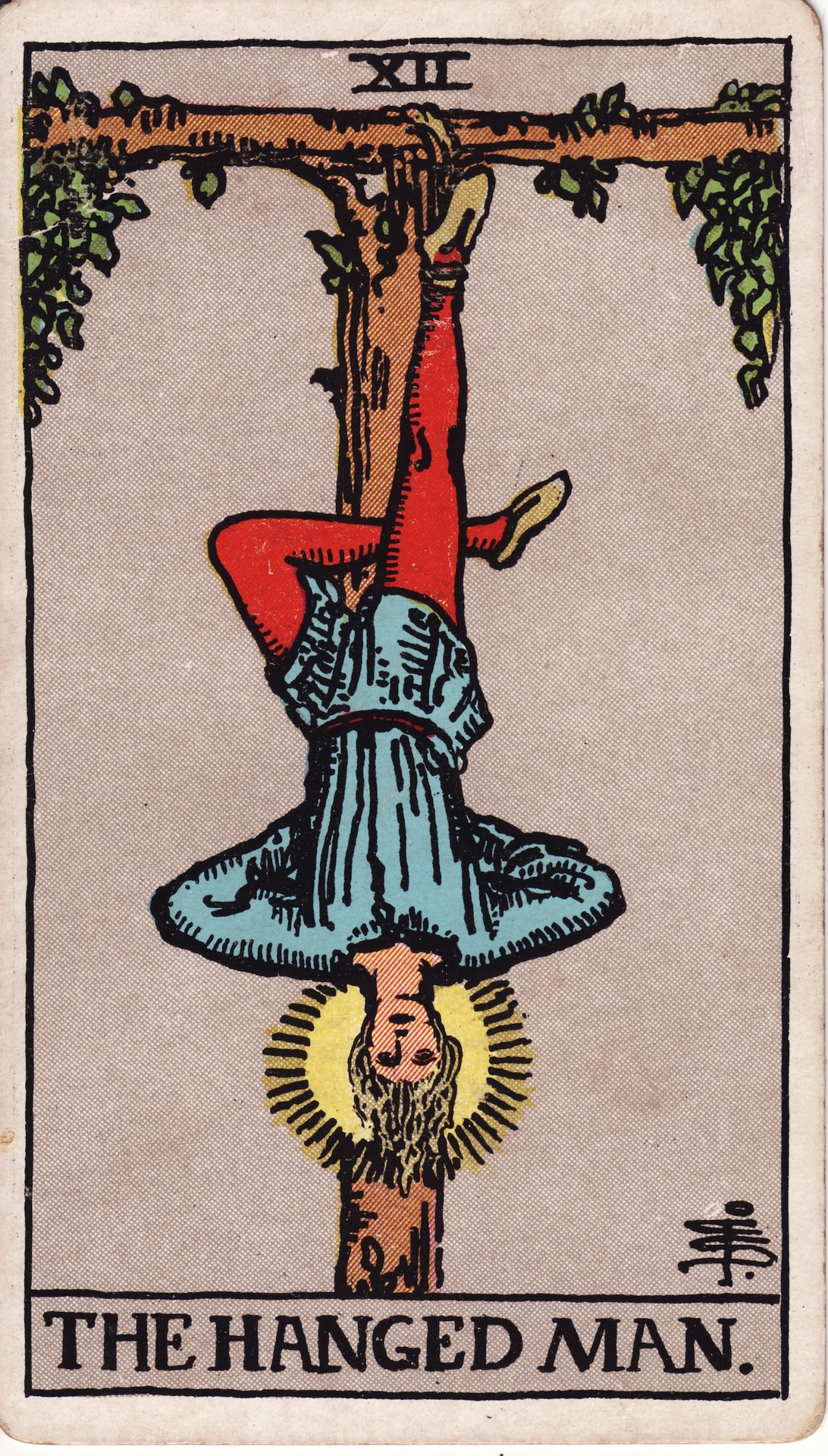
웨이트판 타로의 매달린 남자

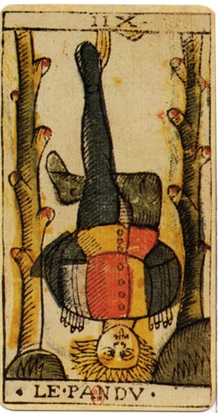
마르세유판 타로의 매달린 남자

매달린 사람(프랑스어: Le Pendu)은 타로의 메이저 아르카나에 속하는 카드의 1매다. 매달린 남자, 사형수 (死刑囚), 형사자 (刑死者)라고도 불린다. 카드 번호는 '12'.

## 카드의 의미
정위치의 의미
수행, 인내, 봉사, 노력, 시련, 착실, 억제, 타협.
역위치의 의미
헛수고, 오기, 태만, 자포자기, 욕망에 짐.
아서 에드워드 웨이트의 타로 도해에 있어서의 해설에서는 '영지・신중・시련・직관'을 의미한다고 여겨진다.

## 카발라와의 관계
히브리 문자는 멤(מ), 다만 복수의 이설이 있다. '황금의 새벽단'의 설에서는 게브라와 호드의 세피라를 결합하는 경에 관련지었다.

## 점성술과의 대응
이하와 같은 제설이 있다.
- 별자리: 백양궁 설, 천칭궁 설, 쌍어궁 설
- 행성: 태양 설, 달 설, 토성 설, 천왕성 설, 해왕성 설[1], '해왕성+토성'설[2]
- 행성이나 별자리도 대응시키지 않고 4원소 중 '물의 원소'에 대는 설도 있다.

## 우화의 해석
이탈리아의 낡은 타로 카드 안에는, 이 반대적리의 인물에게 김이 들어온 봉투를 갖게해 '반역자'라는 타이틀을 붙이는 것도 있다. 즉 '유다'이다.
마르세유판의 구도에 주목하면 '연인'의 카드와 같은 구도를 확인할 수 있다. 상징적으로 수목은 모성이며, 이 2매 모두가 '2개의(2명의) 수목(여성)에 끼워진 동작을 잡히지 않게 되어 있는 남자'를 나타내고 있다. 또 양측으로 성장하는 수목은 가지를 잘라 가지런히 할 수 있고 있어 단면은 1개에 대해 6개, 아울러 '12'가 된다. 수목아래에 지면(같은 것)을 볼 수 있어 매달아지고 있는 남자의 머리 부분은 골짜기와 같은(깊이가 불명하기 때문, 파진 구멍과도, 수목과 흙자체가 지면보다 높은 위치에 있다는 설도 있다) 장소에서 양측의 지면(과 같은 부분)보다 낮은 위치에 그려져 있다. 이러한 위기적 상황에도 불구하고, 남자의 표정은 솔직하게 이 상황을 받아 들이고 있는 것 같이 늠으로 한 것이어, 이 남자 자신이 바래 이 상황을 불러 넣은 것을 암시하고 있다. 즉 이 그림에 그려져 있는 것은 단순한 송구스러운 때문의 형벌이 아니고, 통과의례의 의식일 것이다 것이 방문한다. 꼰 다리의 형태는 카발라에서 물질 세계를 나타내는 '4', 손은 정신 세계를 나타내는 '3' 모양으로 되어 있어, '물질이 정신 위에 놓여진 상태'를 나타내, 정신이 물질을 넘은 '세계'와 대비된다.
또, 이 카드를 역상(이른바 역위치의 구도)에 옮겨놓아 바라보면, 추적할 수 있었던 상황에 있던 남자의 모습이 일전해 희미하게 미소를 띄운 표정으로 바뀌어, 그 모습은 한쪽 발로 초절적인 밸런스를 잡으면서 댄스를 추고 있는 것처럼 보인다. 이것으로부터, 남자는 이윽고 통과의례의 의식을 끝내 한층 더 높은 곳으로 진행될 일이 암시되고 있어 이 그림의 상황이 결코 피해서 통과할 수 없는 것인 것을 나타내는 1개의 요인이 되고 있다.
웨이트판 타로에서 그려져 있는 인물은 북유럽 신화의 최고신 오딘을 모티프로 하고 있다. 오딘은 룬 문자의 해독 방법을 알기 위해서 세계수 유그드라실의 가지로부터 9일간에 걸쳐 목을 계속 매달았지만, 줄이 끊어지고 목숨을 멈추었다고 신화에서는 전하고 있다.

## 참고 문헌
- 사리 니컬스 '융과 타로'ISBN 4-7835-1183-7
- 필립・카모원 '비전 카모원・타로 해설서'ISBN 4-0540-1522-0
- 이노우에 노리코 '타로 해석 실천 사전-대우주의 신비와 소우주의 비공개 종교의식'ISBN 4-3360-4259-4